# Clubiona lirata
Clubiona lirata là một loài nhện trong họ Clubionidae.
Loài này thuộc chi Clubiona. Clubiona lirata được miêu tả năm 2003 bởi Yang, Da-xiang Song & Zhu.